# Projekt Adam
Projekt Adam (v anglickém originále The Adam Project) je americký akční sci-fi film režírovaný Shawnem Levym. Scénář k filmu napsal Jonathan Tropper, T.S. Nowlin, Jennifer Flackett a Mark Levin. V titulních rolích se objevil Ryan Reynolds, Walker Scobell, Mark Ruffalo, Jennifer Garnerová, Catherine Keener a Zoe Saldana.
Produkce filmu pod názvem „Our Name Is Adam“ začala v roce 2012, kdy byl do hlavní role obsazen Tom Cruise. Film však upadl do zapomnění, ale poté produkci filmu převzal Netflix a natáčení filmu začalo v listopadu 2020 a skončilo v březnu 2021. Film měl premiéru 11. března 2022 na streamovací platformě Netflix.

## Děj
V dystopické budoucnosti, v roce 2050, ukradne stíhací pilot Adam Reed, svůj časový tryskáč a snaží se utéci do roku 2018. Místo toho však havaruje v roce 2022, kde se setká se svým 12letým já, které se potýká s nedávnou smrtí jejich otce Louise při autonehodě. Adam neochotně požádá své mladší já o pomoc při opravě jeho tryskáče a odhalí, že hledá svou ženu Lauru, která byla údajně zabita při havárii na misi do roku 2018.
Adama ale pronásleduje Maya Sorianová, vůdkyně dystopického světa a její poručík Christos. Pokusí se Adama zatknout a vzít ho zpět do roku 2050, ale oba Adamové jsou zachráněni Laurou, která odhalí, že unikla pokusu o atentát na ni a byla ponechána na pospas v minulosti. Laura se totiž dozvěděla, že Sorianová cestovala zpět v čase a pozměnila minulost, aby získala kontrolu nad cestováním časem a budoucností. Laura proto naléhá na Adama, aby se vrátil do roku 2018 a zničil cestování časem, které vytvořil jeho otec Louis. Laura se obětuje při útoku Sorianové a Adam se svým mladším já se vrátí do roku 2018.
V roce 2018 se dva Adamové pokoušejí získat Louisovu pomoc, ale ten odmítá z obav o vědecký dopad na časový proud. Později, když Adamové zahájí útok, aby zničili Louisův urychlovač částic, Louis změní názor a připojí se k nim. Pomůže jim získat disk, na kterém je uložen algoritmus pro cestování časem, ale narazí při tom na Sorianovou s Christosem a jejich vojáky. Během bitvy se začne přetěžovat urychlovač částic, ale při Sorianové pokusu zabít Louise omylem zabije sama sebe, když se kulka vlivem magnetického pole otočí proti jejímu mladšímu já.
Poté, co je cestování časem zničeno a budoucnost je nastavena správně, Louis se rozhodne nedovědět se o svém vlastním osudu a Adamové se  vrátí do jejich fixních časů – v roce 2022 se Adam zbaví hořkosti a hněvu a usmíří se se svou matkou. O mnoho let později se mnohem šťastnější dospělý Adam poprvé setkává s Laurou v situaci, která odráží jejich první setkání v původní časové ose.

## Obsazení
- Ryan Reynolds jako Adam Reed – pilot z roku 2050, který se pokouší najít svou ženu poté, co zmizela
  - Walker Scobell jako 12letý Adam Reed z roku 2022
  - Isaiah Haegert jako 8letý Adam Reed z roku 2018
- Mark Ruffalo jako Louis Reed – brilantní kvantový vědec a otec Adama
- Jennifer Garnerová jako Ellie Reed – Adamova matka
- Catherine Keener jako Maya Sorianová – byznysmenka, která využila Louisovi smrti, aby získala kontrolu nad strojem času
- Zoe Saldana jako Laura Shane – Adamova žena
- Alex Mallari Jr. jako Christos – bývalý kolega Adama a Laury, který pomáhá Sorianové